# Trofankowo
Trofankowo (ros. Трофанково) – wieś w Rosji, w rejonie czerepowieckim obwodu wołogodzkiego. W 2010 r. liczyła 9 mieszkańców.